# Alto Feliz
Alto Feliz är en kommun i Brasilien.   Den ligger i delstaten Rio Grande do Sul, i den södra delen av landet, 1 500 km söder om huvudstaden Brasília. Antalet invånare är 2 908.
I omgivningarna runt Alto Feliz växer i huvudsak städsegrön lövskog. Runt Alto Feliz är det ganska tätbefolkat, med 54 invånare per kvadratkilometer.